# Вольная борьба в Казахстане
Вольная борьба в Казахстане как вид спорта начал развиваться с 1955 года.
Наибольшего успеха достиг М. Мамыров — обладатель бронзовой медали Олимпийских игр (Атланта, 1996) и чемпионата мира (1998). Развитием вида спорта занимается Федерация греко-римской, вольной и женской борьбы Казахстана. Проводится национальные чемпионаты и первенства, принимаются участие на международной арене. Ранее казахстанцы принимали участие в союзных турнирах, еще на Спартакиаде народов СССР в 1956 К.Байдосов, Ж.Искаков заняли призовые места.
Весомый вклад в развитие вольной борьбы внесли такие чемпионы, как Ж. Избасаров, С. Жылкайдаров, А. Казымбетов, С. Аманбаев, К. Рымжапов, К. Торебаев, Ж. Отемисов, Г. Сабыров, Л. Отешев, Б. Рахбиев, К. Кожанов, И. Абдолов, М. Капанов. А. Алиев.
Казахстан в разные годы представляли: А. Айканов, А. Габсаттаров, А. Бугубаев, С. Абдикаримов, Г. Мусаев, А. Мусабеков, А. Жапиаров, С. Алшинбаев, Р. Нурманов, С. Мукашев, А. Семкин, М. Майауызов, А. Иманкулов, Ж. Жаркынбаев, М. Надирбеков, Ж. Корпебаев, Б. Кокебек, Н. Асет, Б. Аубакиров, А. Хамзин, П. Суриков.
Старший тренер по вольной борьбе — Аскар Абдрашев